# Joan Baptiste
Joan Jeanetta Baptiste, angleška atletinja, * 12. oktober 1959, Sveti Vincencij, Združeno kraljestvo.
Nastopila je na olimpijskih igrah leta 1984, ko se je uvrstila v polfinale teka na 200 m. Na svetovnih prvenstvih je osvojila srebrno medaljo v štafeti 4x100 m leta 1983, kot tudi na evropskih dvoranskih prvenstvih v teku na 200 m leta 1983, na igrah Skupnosti narodov pa zlato medaljo v štafeti 4x100 m leta 1986.